# Benedikt (probošt)
Benedikt (asi 2. pol. 12. století – 1225) byl 12. proboštem litoměřické kapituly sv. Štěpána v letech 1217?–1225 a královským notářem.

## Život
O jeho životě je doloženo, že byl roku 1198 jmenován kanovníkem v Praze. V roce 1204 byl jmenován notářem a 1212 kancléřem krále Přemysla Otakara I. Patřil k nejzkušenějším diplomatům té doby. Měl bohaté zkušenosti z církevní administrativy.
V roce 1216 se stal arcijáhnem okrsku Bílina a Světec. V červenci 1216 byl vyslán na důležitou diplomatickou misi k císaři Fridrichovi II., aby tam žádal potvrzení královského titulu pro Václava, což se mu podařilo. S králem byl ostatně spjat takovým přátelstvím, že byl při něm i v řešení církevně-politických otázek tak delikátních, jak se vyskytly při vzniklém církevním sporu papeže Honoria III. (1216–1227) a pražského biskupa Ondřeje (1214–1224).
V roce 1217 se stal 12. proboštem litoměřickým.
Benedikt stál ve sporu při knížeti Přemyslu Otakaru I., který pak roku 1218 v Budyni nad Ohří potvrdil privilegia litoměřické kolegiátní kapitule, jako obnovu a doplněk zakládací listiny litoměřické kapituly z roku 1057 (tzv. varianta B). Byl sice suspendován pro církevního představitele nedůstojné stanovisko, ale na sklonku života opět absolvován (suspense byla odvolána).
Naposledy je probošt Benedikt uváděn v roce 1225 jako královský kancléř. I když neexistuje doklad o jeho smrti, je zřejmé, že zemřel ještě téhož roku.